# Madhubala
Madhubala, pseudonimo di Mumtaz Jehan Begum Dehlavi (Delhi, 14 febbraio 1933 – Bombay, 23 febbraio 1969), è stata un'attrice indiana.
Fu attiva tra il 1942 e il 1964. Conosciuta per la sua bellezza, la sua personalità e i suoi delicati ritratti di donne tragiche, era anche conosciuta come "The Beauty With Tragedy" e "The Venus Queen of Indian Cinema". Il suo confronto con l'attrice di Hollywood Marilyn Monroe le è valso il nome di Marilyn Monroe di Bollywood.
Madhubala ha fatto il suo debutto sullo schermo all'età di nove anni con il film Basant (1942). Tuttavia, la sua carriera di attrice partì del tutto nel 1947, quando apparve in Neel Kamal con Raj Kapoor all'età di 14 anni. Durante una carriera lunga 22 anni, è apparsa in circa 73 film hindi. Ha ricevuto la sua unica nomination per un Filmfare Award come migliore attrice per la sua interpretazione in Mughal-e-Azam (1960).
Nel 1951, ha anche catturato l'interesse di Hollywood quando il fotografo James Burke ha visitato l'India e l'ha fotografata per Life Magazine. La rivista l'ha definita "la più grande star" dell'industria cinematografica internazionale. Madhubala era stata paragonata a Marilyn Monroe per gli sguardi ardenti, la breve carriera e la tragica fine. "C'era una notevole somiglianza nella delicata vulnerabilità dei loro volti", scrive Khatija Akbar nella sua biografia di Madhubala. "Lo stesso abbandono alle loro risate, la testa reclinata all'indietro, lo stesso bagliore incandescente". Era una fan sfegatata di Hollywood e durante la sua visita a Bombay, Frank Capra si mostrò disponibile a darle un'occasione a Hollywood, ma suo padre rifiutò.
Madhubala ha ricevuto ampi riconoscimenti per le sue interpretazioni in film come Mahal (1949), Amar (1954), Mr. &amp; Mrs. '55 (1955), Chalti Ka Naam Gaadi (1958), Mughal-e-Azam (1960) e Barsaat Ki Raat (1960). La sua esibizione in Mughal-e-Azam l'ha affermata come un'attrice iconica del cinema indiano . Il suo ultimo film Jwala, sebbene girato negli anni '50, è stato distribuito nel 1971.
La vita privata di Madhubala ha ricevuto molta attenzione. Madhubala ha avuto una lunga relazione con l'attore Dilip Kumar, ma invece ha sposato nel 1960 Kishore Kumar, suo co-protagonista in Chalti Ka Naam Gaadi. Insieme hanno lavorato in film come Dhake Ki Malmal (1956), Chalti Ka Naam Gaadi (1958), Jhumroo (1961) e Half Ticket (1962). La vita e la carriera di Madhubala furono interrotte quando morì nel 1969 a causa di una malattia prolungata all'età di 36 anni.

## Vita e formazione
Madhubala nacque il 14 febbraio 1933 come Mumtaz Jehan Begum Dehlavi, la quinta di undici figli a Delhi, nell'India britannica (oggi in India). I suoi genitori erano Ataullah Khan e Aayesha Begum. Aveva dieci fratelli di cui solo quattro sopravvissero fino all'età adulta. Suo padre, Ataullah Khan apparteneva alla tribù pashtun degli Yousafzai e viveva nella valle di Peshawar che comprende le attuali regioni di Mardan e Swabi, ora in Pakistan, con la sua famiglia. Dopo aver perso il lavoro presso l'Imperial Tobacco Company di Peshawar, trasferì la famiglia a Delhi e poi a Bombay. La famiglia ha subito molte difficoltà. Le tre sorelle e i due fratelli di Madhubala morirono all'età di cinque e sei anni. L'incidente di Bombay del 14 aprile 1944 spazzò via la loro piccola casa; la famiglia sopravvisse solo perché era andata a vedere un film.
Con sei figlie rimaste a cui provvedere, Khan e la giovane Madhubala iniziarono a visitare frequentemente gli studi cinematografici di Bombay per cercare lavoro. All'età di 9 anni, questa fu l'introduzione di Madhubala nell'industria cinematografica, che avrebbe fornito un aiuto finanziario alla sua famiglia. Madhubala parlava la sua lingua madre pashtu in casa ed era in grado di parlare in urdu e hindi. Non sapeva parlare inglese, ma desiderava ardentemente imparare la lingua. Madhubala imparò a guidare all'età di dodici anni.

## Carriera

### 1942–49: esordi

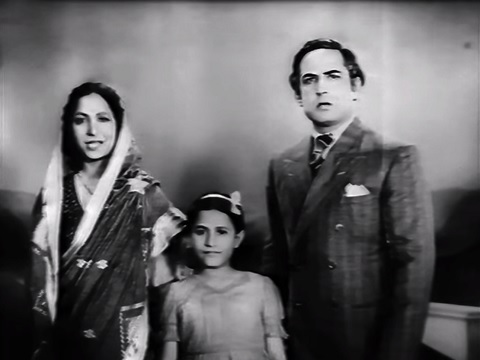
Madhubala come bambina prodigio con Mumtaz Shanti e Ulhas in Basant (1942)

Il primo film di Madhubala Basant (1942) fu un successo al botteghino. Ha recitato come figlia del personaggio interpretato dall'attrice Mumtaz Shanti ed è stata accreditata come Baby Mumtaz nel film. Basant è diventato il film indiano con i maggiori incassati di quell'anno.
Madhubala frequentava vari studi di Bombay in cerca di lavoro facendo amicizia con altri aspiranti attori. Nello stesso periodo, anche un'altra bambina prodigio, "Baby Mahjabeen", visitava questi studi ed era nota a Madhubala. Baby Mahjabeen in seguito divenne una delle star più ricercate: Meena Kumari. Madhubala era una fan di Meena Kumari e disse: "Ha una voce unica. Nessun'altra eroina ce l'ha".
Dopo aver recitato nel film Basant, Madhubala ha recitato nel film del regista Kidar Sharma del 1945 Dhanna Bhagat . Altri film di Baby Mumtaz seguirono nel 1946 come Pujari, Phoolwari e Rajputani. Phoolwari è stato il terzo film di maggior incasso di quell'anno e annoverava tra i protagonisti Motilal e Khursheed Bano.
Il suo primo ruolo da protagonista, all'età di 14 anni, è stato al fianco di Raj Kapoor in Neel Kamal di Kidar Sharma (1947). L'attrice Devika Rani rimase colpita dalla sua interpretazione e dal suo potenziale e le consigliò di assumere lo pseudonimo "Madhubala", che significa letteralmente "bellezza di miele". Neel Kamal è stato l'ultimo film in cui è stata accreditata come Mumtaz prima di assumere il suo nome d'arte "Madhubala". Raj Kapoor e Madhubala si sono nuovamente uniti in Dil Ki Rani (1947), una commedia diretta da Mohan Sinha.

### Interesse di Hollywood
Si ritiene che Madhubala sia stata la prima donna indiana a Hollywood. All'inizio degli anni '50, quando Madhubala divenne famosa, catturò l'interesse di Hollywood quando il fotografo James Burke visitò l'India e la fotografò per la rivista Life. Nel servizio a lei dedicato, Life la definì "la più grande star" del settore internazionale. È stata fotografata ampiamente per questo servizio dal fotografo James Burke. È apparsa sulla rivista americana Theatre Arts dove, nel suo numero di agosto del 1952, le è stata dedicato un articolo con una fotografia a tutta pagina intitolata "La più grande stella del mondo - e non è a Beverly Hills". L'articolo descriveva l'immensa popolarità di Madhubala in India ed esplorava il suo ampio fascino e la sua vasta base di fan. Speculava anche sul suo potenziale successo internazionale. Il regista americano Frank Capra, mentre era in visita a Bombay per l'International Film Festival of India, era desideroso di darle un ruolo a Hollywood, ma suo padre Ataullah Khan rifiutò questa offerta.

### 1949–57: battute d'arresto
Mahal della Bombay Talkies (1949) trasformò Madhubala in una superstar dal giorno alla notte. Sebbene fosse un ruolo destinato alla famosa star Suraiya, alla fine andò a Madhubala dopo essere stata provinata tra molte donne di punta dell'epoca. Fu selezionata dal regista del film Kamal Amrohi, che stava anche facendo il suo debutto alla regia con questo film. Il film è stato il primo film thriller sulla reincarnazione in India . È diventato uno dei più grandi successi al botteghino dell'anno in India e ha aperto la strada alla fiction gotica indiana.
Dopo Mahal, Dulari è stato distribuito nello stesso anno e ha avuto nel cast con Madhubala Geeta Bali, Shyam, Jayant e Suresh. Il film comprendeva la canzone di successo Suhani Raat Dhal Chuki cantata da Mohammed Rafi e Suresh. Dularifu l'ottavo film con il maggior incasso dell'anno.
I co-protagonisti di Madhubala Ashok Kumar, Raj Kapoor, Rehman, Pradeep Kumar, Shammi Kapoor, Dilip Kumar, Sunil Dutt e Dev Anand erano gli attori più popolari di quel periodo. È anche apparsa accanto a importanti donne di punta come Kamini Kaushal, Suraiya, Geeta Bali, Nalini Jaywant, Shyama e Nimmi. I registi con cui ha lavorato, Mehboob Khan (Amar), Guru Dutt (Mr. &amp; Mrs. '55), Kamal Amrohi (Mahal) e K. Asif (Mughal-e-Azam), sono stati tra i più prolifici e rispettati. Madhubala divenne anche produttrice e produsse film come Naata (1955) e Mahlon Ke Khwab (1960) e recitò in entrambi i film. 
Durante gli anni '50, Madhubala assunse ruoli da protagonista in quasi tutti i generi di film realizzati in quel periodo. Il suo film del 1950, Hanste Aansoo è stato il primo film in hindi in assoluto ad ottenere una valutazione "A" - solo per adulti - dal Central Board of Film Certification. Badal (1951) ha avuto Madhubala e Premnath come protagonisti, con la canzone di successo Do Din Ke Liye cantata da Lata Mangeshkar. Tarana (1951) è stato il primo film che ha visto recitare Dilip Kumar e Madhubala insieme. Il duetto Seene Mein Sulagte Hain Armaan è diventato popolare ed è stato cantato da Talat Mehmood e Lata Mangeshkar per Dilip Kumar e Madhubala rispettivamente. Madhubala interpretò l'ideale tradizionale della femminilità indiana in Sangdil (1952). Il film era ancora interpretato da Dilip Kumar e Madhubala nei ruoli principali ed è stato un adattamento del romanzo classico Jane Eyre di Charlotte Bronte. È diventato il settimo film di maggior incasso di quell'anno. Rail Ka Dibba (1953) aveva Shammi Kapoor e Madhubala come protagonisti. Il film è stato un fallimento al botteghino. Armaan con Dev Anand e Madhubala in ruoli da protagonista ha visto anche la partecipazione di Shakila e KN Singh.
Bahut Din Huwe è stato diretto da SS Vasan ed è stato prodotto da Gemini Studios. Oltre a Madhubala, il film aveva nel cast Savitri e Lalita Pawar. Tutte le canzoni del film sono state cantate da Lata Mangeshkar. Le riprese del film si sono svolte a Madras. Durante le riprese di questo film, è stato scoperto che Madhubala soffriva di un difetto cardiaco congenito. Amar è stato diretto e prodotto da Mehboob Khan e interpretato da Dilip Kumar, Madhubala, Nimmi e Jayant. Il film è un dramma psicologico, che esplora un atto violento tra i personaggi principali e la crisi di coscienza che li scuote. È la storia di un prospero avvocato Amar (Dilip Kumar), innamorato e fidanzato con una giovane donna Anju (Madhubala) ma che violenta una povera donna del villaggio locale, Sonia (Nimmi). Il resto della storia affronta le conseguenze di questo tragico evento. Amar non andò bene al botteghino.
Madhubala ha dato una performance stravagante nella satira di Guru Dutt Mr. &amp; Mrs. '55 (1955). Il film ruota attorno ad Anita, una ricca erede, e una vignettista in difficoltà, Pritam (Guru Dutt). Mr. & Mrs. '55 annoverava canzoni di successo, Jaane Kahan Mera Jigar Gaya Jee (un duetto cantato da Geeta Dutt e Mohammed Rafi) e Thandi Hawa Kali Ghata (cantato da Geeta Dutt). Mr. & Mrs. 55 è stato il quinto film con il maggior incasso di quell'anno. Ha anche recitato in drammi in costume come Shirin-Farhad (1956), Raj-Hath (1956) (entrambi con Pradeep Kumar). Dhake Ki Malmal era una commedia musicale romantica diretta da JK Nanda e prodotta sotto l'insegna di Nanda Film. Il film ha visto recitare insieme per la prima volta Madhubala e Kishore Kumar. Entrambi hanno successivamente recitato in diverse "commedie musicali" popolari come Chalti Ka Naam Gaadi (1958), Jhumroo (1961) e Half Ticket (1962).

### 1958–60: anni di svolta
In Kala Pani, Madhubala ha recitato accanto a Dev Anand. Il film è stato prodotto da Anand per Navketan Films ed è stato diretto da Raj Khosla. Il film era il remake del film bengalese del 1955 Sabar Uparey e che si basava sul romanzo di Beyond This Place del 1953 di A. J. Cronin. Il film annoverava la canzone di successo Achchha Jee Main Hari cantata da Mohammed Rafi e Asha Bhosle.
Nel film Howrah Bridge, ha recitato con il suo futuro cognato Ashok Kumar e ha interpretato una cantante di cabaret anglo-indiana coinvolto nella malavita di Chinatown a Calcutta. Nella canzone Aaiye Meherebaan di questo film, ha interpretato il lip sync di una torch song doppiata da Asha Bhosle che è rimasta popolare fino ad oggi. Howrah Bridge ebbe una performance al di sopra della media al botteghino.
Chalti Ka Naam Gaadi vede Madhubala e il suo futuro marito Kishore Kumar in ruoli principali e i due fratelli di Kumar, Anoop Kumar e Ashok Kumar. È stato il secondo film di maggior incasso dell'anno. Il film ha sfornato hit come Babu Samjho Ishaare, Ek Ladki Bheegi Bhagi Si, Haal Kaisa Hai Janab Ka e Main Sitaaron Ka Taraana.
Il film Phagun è stato diretto da Bibhuti Mitra ed è stato il sesto film con il maggior incasso di quell'anno. Il film vede come protagonisti Madhubala e Bharat Bhushan, e la canzone Ek Pardesi Mera Dil Le Gaya cantata da Mohammed Rafi e Asha Bhosle. Insaan Jaag Utha è stato prodotto e diretto da Shakti Samanta. Il film è interpretato da Madhubala e Sunil Dutt nei ruoli principali e ha il famoso duetto Jaanu Jaanu Ri di Asha Bhosle e Geeta Dutt. Il film non ha incassato molto. In Do Ustad recita con Raj Kapoor e Madhubala.
Barsaat Ki Raat è interpretato da Bharat Bhushan e Madhubala ed è diventato particolarmente popolare per le sue canzoni qawwali ed è stato uno dei più grandi successi al botteghino del 1960. Nello stesso anno è apparsa nell'opera di K. Asif Mughal-e-Azam - ultimo film che ha visto protagonisti Dilip Kumar e Madhubala insieme, e tra gli ultimi film di Madhubala. Il film ha la canzone di successo Pyar Kiya To Darna Kya, che è diventato uno dei migliori brani di Lata Mangeshkar; Madhubala esegue una danza in questa canzone e in molte righe, schernisce l'imperatore, Akbar, dichiarando ripetutamente il suo rifiuto di nascondere i suoi veri sentimenti anche di fronte alla probabile morte. Fu il film Mughal-e-Azam a segnare quella che molti considerano la più grande e definitiva caratterizzazione di Madhubala, come la condannata a morte Anarkali. Anche se ci sono voluti nove anni per portare a termine il film, non è stato prima del 1953 che Madhubala è stata scelta per il ruolo. Bunny Reuben nel suo libro Dilip Kumar: Star Legend of Indian Cinema ha affermato che il ruolo di Dilip Kumar è stato determinante dietro questa scelta. Mughal-e-Azam ha dato a Madhubala l'opportunità di realizzarsi totalmente come attrice, poiché era un ruolo che tutte le attrici sognavano di recitare, poiché Nimmi riconosce che "come attrice, si ottengono molti ruoli, non c'è carenza, ma non c'è sempre un buon margine per recitare. Con Mughal-e-Azam, Madhubala ha mostrato al mondo proprio quello che era in grado di fare."
Tuttavia, alla fine degli anni '50, la sua salute stava peggiorando rapidamente e il regista K. Asif, probabilmente ignaro dell'entità della malattia di Madhubala, richiese lunghi programmi di riprese, fisicamente impegnative, come posare come una statua velata con un trucco soffocante per ore sotto le luci dello studio o essere incatenata con catene pesanti. Era anche un'epoca in cui la relazione di Madhubala con Dilip Kumar stava finendo, e le vite di Madhubala e il suo personaggio cinematografico erano costantemente visti come sovrapposti a causa del travolgente senso di perdita e tragedia e l'incessante diktat del destino che si aggrappava a entrambi e da cui nessuno dei due poteva scappare.
Mughal-e-Azam è stato distribuito il 5 agosto 1960, e ha battuto i record al botteghino in India e divenne il film con il maggior incasso fino a quel momento, un record che è rimasto ininterrotto per 15 anni fino al rilascio di Sholay nel 1975. Madhubhala è stata nominata per un Filmfare Award per la sua interpretazione nel Mughal-e-Azam.

### 1960-64: carriera successiva
Negli anni '60, Madhubala era all'apice della sua carriera e popolarità con l'uscita di Mughal-e-Azam e Barsaat Ki Raat. Ha avuto uscite intermittenti nei primi anni '60. Alcuni di questi, come Jhumroo (1961), Half Ticket (1962) e Sharabi (1964), hanno incassato al di sopra della media.
Jhumroo è una commedia romantica con Madhubala e Kishore Kumar. Half Ticket è un film commedia musicale con Madhubala e Kishore Kumar. Il film è basato sul film di Hollywood Il nipote picchiatello. Suhana Geet, diretto da Phani Majumdar, presentava Madhubala con suo marito Kishore Kumar e il cognato Ashok Kumar. Il film non ha mai visto la luce ed è rimasto incompleto.
La maggior parte degli altri suoi film usciti durante questo periodo sono stati rovinati dalla sua assenza a causa di malattie durante le riprese. Questi film soffrono di un montaggio arrangiato e in alcuni casi l'uso di "doppi" dell'attrice nel tentativo di rattoppare scene che Madhubala non era stata in grado di girare. Il suo ultimo film uscito, Jwala, anche se girato alla fine degli anni '50, non fu distribuito fino al 1971. È stato rilasciato due anni dopo la sua morte.

## Vita privata

### Le relazioni
Nella sua biografia, The Mystery and Mystique of Madhubala, giornalista e autore freelance, Mohan Deep ha scritto: "Era una donna posseduta. Perseguitata dalle sue insicurezza fino alla fine. Amava gli uomini. E li perdeva. he was a woman possessed. Haunted by her own insecurities until the very end. Latif, Mohan Sinha, Kamal Amrohi, Premnath, Zulfiqar Ali Bhutto, Dilip Kumar, Pradeep Kumar, Bharat Bhushan, Kishore Kumar."
Quando Madhubala era bambina, aveva un amico di nome Latif. Prima di partire per Mumbai, Madhubala gli ha regalato una rosa rossa e un'indicazione per il loro amore. Dopo che se n'è andata, è diventato depresso. Ha tenuto la rosa con sé e in seguito è diventato un ufficiale IAS. Quando Madhubala morì, mise quella rosa rossa sulla sua tomba. Ora è in pensione e mette una rosa rossa nella sua tomba il 23 febbraio di ogni anno.

#### Kamal Amrohi
Dopo che il film diretto da Kamal Amrohi Mahal è diventato un grande successo, entrambi hanno iniziato una relazione. Suo padre Ataullah Khan era a conoscenza della loro relazione ma era sbalordito dalla grande personalità di Amrohi e disse "Non ho obiezioni se entrambi si sposeranno in futuro". Tuttavia, Amrohi era già sposato, ma amava ancora e voleva sposare Madhubala, che si rifiutava di condividere Amrohi con sua moglie. Madhubala non voleva condividere neanche con la seconda moglie di Amrohi, Mehmoodi, e insistette sul fatto che Amrohi divorziasse dalla moglie. Amrohi non era disposto a farlo. Insisteva che Madhubala dovesse imparare a condividere e diceva "Quando condividi il tuo amore, espande i suoi confini", ma Madhubala non era d'accordo. Si diceva anche che Madhubala avesse proposto un accordo scandaloso in cui si offriva di pagare a Amrohi una somma di Rs. 900.000 per sposarlo. Tuttavia, lui avrebbe rifiutato ed entrambi hanno concluso la loro relazione. Sua sorella, Madhur Bhushan, confutò tutte queste voci e disse: "Kamal Amrohi era un uomo sposato e, date le nostre condizioni economiche, come poteva lei, l'unico membro della nostra famiglia, offrirgli Rs. 900.000?".

#### Dilip Kumar
Dilip Kumar e Madhubala si sono incontrati sul set di Tarana di cui erano protagonisti. Suo padre s'intromise tra lei e Dilip Kumar poiché era preoccupato che se Madhubala si fosse sposata con Dilip Kumar, avrebbe perso il supporto finanziario che Madhubala aveva offerto a tutta la sua famiglia poiché era l'unica fonte di reddito. Ataullah Khan era contraria alla relazione poiché Madhubala aveva appena iniziato la sua carriera e guadagnava enormi quantità di denaro per i suoi ruoli. È stato detto che Dilip Kumar ha insistito sul fatto che se si fossero sposati, Madhubala avrebbe dovuto rompere tutti i legami con la sua famiglia. L'autenticità di questa affermazione è dibattuta. Ataullah Khan ha permesso a sua figlia di interagire con Dilip Kumar solo sul set. Sia Kumar che Madhubala dovevano darsi appuntamento di nascosto agli occhi vigili di Ataullah Khan. Kumar l'aveva percepita come un'enorme imposizione.
Commentando la scelta dei suoi ruoli, Dilip Kumar si rammaricava che "se avesse vissuto più a lungo, e se avesse selezionato i suoi film con più cura, sarebbe stata di gran lunga superiore ai suoi contemporanei..." Kumar sottolinea inoltre che "le attrici di quei tempi hanno dovuto affrontare molte difficoltà e vincoli nella loro carriera. Incapaci di affermarsi troppo, ricaddero sulle loro famiglie che diventarono i loro custodi e definirono tutto per loro."

### Matrimonio con Kishore Kumar (1960)
Madhubala conobbe Kishore Kumar durante le riprese di Dhake Ki Malmal (1956). Nel 1960, Madhubala lo sposò quando aveva 27 anni. Quando alla fine degli anni '50 Madhubala era ammalata di cardiopatia congenita, Kishore Kumar le propose di sposarlo e lei decise di accettare dopo aver capito che Dilip Kumar non l'avrebbe sposata. La famiglia di Kishore Kumar non l'ha mai accettata in famiglia perché Kishore Kumar ha sposato Madhubala di sua iniziativa. La coppia ebbe una cerimonia indù per compiacere la famiglia di Kumar, ma Madhubala non fu mai veramente accettata come sua moglie. Secondo quanto riferito, Kishore Kumar si è convertito all'Islam e ha cambiato il suo nome legale in "Karim Abdul" per sposarla. Tuttavia, in un'intervista rilasciata a Filmfare, ha affermato che né lui né Madhubala hanno mai cambiato religione per sposarsi. Sono andati a Londra poco dopo il loro matrimonio per la luna di miele, dove il dottore le ha detto che aveva solo due anni da vivere. Secondo la sorella di Madhubala, Madhur Bhushan, dopo essere tornata in India, Kishore Kumar acquistò un appartamento per Madhubala a Quarter Deck, Carter's Road, Bandra, dove rimasero per un po' e poi la lasciò lì con un'infermiera e un autista. Visitava Madhubala una volta ogni due mesi e diceva che non poteva occuparsi di lei. Ma non ne avrebbe mai abusato come riportato da alcune fonti e avrebbe sostenuto le sue spese mediche. Ha aggiunto "Spesso il telefono di Kishore era scollegato. Le faceva visita una volta ogni due o tre mesi. Diceva: "Se vengo, piangerai e non farà bene al tuo cuore. Andrai in depressione. Dovresti riposare'. Era giovane e la gelosia era naturale. Forse la sensazione di essere abbandonata l'ha uccisa". Il loro matrimonio è durato nove anni. Dopo la morte di Madhubala nel 1969 all'età di 36 anni, Kishore Kumar sposò l'attrice Yogeeta Bali nel 1975.

### Polemiche sulla vita di Madhubala
Nel loro libro Self-portrait del 1962, Harish Booch e Karing Doyle commentarono che "a differenza di altre stelle, Madhubala preferisce un velo segreto attorno a sé e raramente viene vista in incontri sociali o funzioni pubbliche" (p.   76), e hanno aggiunto che "contrariamente alla credenza generale, Madhubala è piuttosto semplice e senza pretese" (p.   78). Questo fa eco nell'intervista di sua sorella a Filmfare: "(Madhubala) è diventata una mania perché non è mai stata vista in pubblico. Non le era permesso di partecipare a nessuna cerimonia, nessuna premiere. Lei non aveva amici. Ma non ha mai opposto resistenza, era obbediente. Essendo protettivo, mio padre si è guadagnato la reputazione di dominatore". Dilip Kumar ha aggiunto: "Era estremamente popolare ... e penso che l'unica stella per cui la gente si sia accalcata fuori dai cancelli. Molto spesso al termine delle riprese, c'era una grande folla in piedi fuori dai cancelli, solo per dare un'occhiata a Madhu... Non è stato così per nessun altro. Questo è stato il suo effetto personale sui fan. La sua personalità era vivace." Ma "era consapevole della sua bellezza", ricorda BK Karanjia, ex montatrice di Filmfare e amica intima sia di Madhubala che di suo padre "e poiché c'erano così tanti uomini innamorati di lei, giocava con gli uni e con gli altri. Ma era per innocenza piuttosto che per malizia." Dev Anand ha ricordato in un modo simile: "Le piaceva flirtare innocentemente ed era molto divertente." Tuttavia, con Dilip Kumar ha avuto un lungo rapporto.
Dilip Kumar e Madhubala si incontrarono per la prima volta sul set di Jwar Bhata all'età di 11 anni, e collaborarono nuovamente al film Har Singaar (1949), che fu accantonato. La loro relazione iniziò due anni dopo durante le riprese di Tarana (1951). Ma ha dovuto nascondere il corteggiamento con Dilip a causa dell'opposizione di suo padre nei suoi confronti. Sono diventati una coppia romantica che è apparsa in un totale di quattro film insieme. L'attore Shammi Kapoor ha ricordato che "Dilip Kumar sarebbe sceso da Bombay per incontrare Madhubala... è persino volato a Bombay per trascorrere Eid con lei, prendendosi del tempo libero dalle sue riprese". Ma il padre di Madhubala, Ataullah Khan, inizialmente non diede loro il permesso di sposarsi. Dilip Kumar disse: "Era una figlia molto, molto ubbidiente", e che, nonostante il successo, la fama e la ricchezza, si sottomise al dominio di suo padre e il più delle volte pagò per i suoi errori. "Questa incapacità di lasciare la sua famiglia è stato il suo più grande svantaggio", ha dichiarato Shammi Kapoor.
Kumar in seguito rivelò che suo padre alla fine diede loro il permesso di sposarsi ed era "felice di avere due star sotto lo stesso tetto". Tuttavia, suo padre, che possedeva la propria società di produzione, voleva sfruttare a livello commerciale il matrimonio secondo Kumar, che non approvava, dopodiché il rapporto iniziò a deteriorarsi. Il caso giudiziario di Naya Daur si è verificato nel 1956 quando Dilip Kumar ha testimoniato contro Madhubala e suo padre a favore del regista BR Chopra in aula. Ciò ha colpito duramente la relazione Dilip-Madhubala poiché ha posto fine a qualsiasi possibilità di riconciliazione tra Dilip Kumar e il padre di Madhubala. Riflettendo su questo, mentre Dilip Kumar disse che era "intrappolato", Shammi Kapoor sentì "che era qualcosa che andava oltre lui (Dilip) e non poteva controllare l'intera situazione".
Madhubala sposò Kishore Kumar nel 1960. Secondo Leena Chandavarkar (la quarta moglie di Kishore): "Quando si rese conto che Dilip non l'avrebbe sposata, di rimando e solo per dimostrargli che poteva ottenere chi voleva, andò e sposò un uomo che nemmeno conosceva propriamente." BK Karanjia ipotizzò che "Madhubala potrebbe aver sentito che forse questa era la sua migliore possibilità" perché a quel punto si era ammalata gravemente e stava per smettere di lavorare; tuttavia, ha aggiunto che "è stata un'unione molto improbabile, e nemmeno felice".
La malattia di Madhubala era nota a Kishore, ma come tutti gli altri, non si rese conto della sua gravità; Ataullah Khan non approvava affatto suo genero, ma aveva perso il coraggio di disapprovare. Ashok Kumar ha ricordato in un'intervista su Filmfare: "Ha sofferto molto e la sua malattia l'ha resa molto irascibile. Combatteva spesso con Kishore e se ne andava a casa di suo padre dove trascorreva la maggior parte del tempo."
Tuttavia, la vita sentimentale di Madhubala ha continuato a essere oggetto di speculazioni mediatiche. Mohan Deep ha scritto una biografia non ufficiale di Madhubala intitolata Mystery and Mystique of Madhubala, pubblicata nel 1996, in cui afferma che Kishore Kumar frustava regolarmente Madhubala, che avrebbe mostrato le sue ferite a Shakti Samanta. Ha anche affermato che le versioni sulla malattia e sulla morte di Madhubala fornite dai suoi familiari non corrispondevano a quelle fornite dai membri della famiglia di Kishore Kumar e sul fatto che Madhubala era costretta a indossare pesanti catene e frustata senza pietà nella vita reale in una versione segreta di Mughal -e-Azam è dimostrato dal fatto che solo una parte minore del numero totale di pellicola girata è stata distribuita al pubblico. Tuttavia, la versione segreta del film avrebbe fatto guadagnare a Kishore Kumar molti soldi, costringendo Madhubala a lavorare come schiava sessuale nella versione segreta del film. Mohan Deep si domanda anche se Madhubala fosse davvero malata o se la sua sofferenza fosse una finzione. Il libro è stato fortemente criticato per la sua uscita da veterani del settore come Shammi Kapoor, Shakti Samanta e Paidi Jairaj.

## Ultimi anni e morte
Madhubala aveva un difetto del setto ventricolare che fu scoperto mentre stava girando Bahut Din Huwe a Madras nel 1954. Questo successe in un'epoca in cui non erano ancora interventi a cuore aperto. La progressione naturale di un difetto del setto ventricolare non riparato porta all'ipertensione polmonare e alla sindrome di Eisenmenger. In questa fase il foro non può essere riparato. Quindi, non avrebbe mai potuto sottoporsi a un intervento al cuore più tardi nella vita, quando erano possibili interventi a cuore aperto in alcuni paesi occidentali come gli Stati Uniti. Nel 1960, le sue condizioni si erano aggravate e, come spiega sua sorella, a causa del suo disturbo, il suo corpo produceva sangue in eccesso, che si riversava dal naso e dalla bocca. Un medico le prelevava intere "bottiglie" di sangue. A causa del difetto del setto ventricolare, il sangue avrebbe bypassato i suoi polmoni portando a bassi livelli di ossigeno e dandole una colorazione cianotica. Come meccanismo compensativo, il corpo produceva più globuli rossi che rendevano il sangue troppo denso. Quindi, i medici hanno dovuto estrarre il sangue in eccesso per prevenire complicazioni. È stata costretta a letto per nove anni ed è stata ridotta a solo ossa e pelle. Non c'erano chirurgie o medicine disponibili all'epoca per curarla.
Nel 1966, con un leggero miglioramento della sua salute, fece un coraggioso tentativo di completare il suo lavoro in Chalak al fianco di Raj Kapoor, che aveva bisogno solo di un breve periodo di riprese, ma non riuscì nemmeno a sopravvivere allo stress. Quando recitare non era più un'opzione, Madhubala rivolse la sua attenzione alla regia cinematografica. Nel 1969, doveva fare il suo debutto alla regia con il film Farz aur Ishq. Tuttavia, il film non è mai stato realizzato, dato che durante la pre-produzione, è morta il 23 febbraio 1969, poco dopo il suo 36º compleanno. La causa della morte è stata determinata come la prolungata malattia cardiopolmonare. Al funerale di Madhubala non ha partecipato Dilip Kumar e non si sa se sia stato invitato. Madhubala fu sepolta nel cimitero musulmano di Juhu a Santacruz, Mumbai. La sua tomba fu costruita con marmi e iscrizioni che includono aayat del Corano e dediche in versi. Nel 2010, la tomba di Madhubala insieme a quelle di Mohammed Rafi, Parveen Babi, Talat Mahmood, Naushad Ali e Sahir Ludhianvi, sono state demolite per far posto a nuove tombe. I suoi resti furono collocati in una posizione sconosciuta.

## Eredità
La forte presenza di Madhubala nella memoria collettiva indiana è stata evidenziata da sondaggi sulle migliori attrici o bellezze del cinema indiano. Ogni anno vengono pubblicati numerosi articoli e vengono trasmessi programmi televisivi per commemorare il suo compleanno. I suoi poster sono ancora richiesti e venduti accanto ad attrici contemporanee come Meena Kumari, Nargis, Waheeda Rehman e Nutan. Le riviste moderne continuano a pubblicare storie sulla sua vita e carriera, promuovendo spesso il suo nome sulle copertine per attirare le vendite. Nello speciale della Giornata internazionale della donna 2007 di Rediff.com, Madhubala è stata classificata seconda nella top ten delle "migliori attrici di Bollywood". Molti credono, tuttavia, che Madhubala rimanga una delle attrici più sottovalutate in quanto "La sua bellezza ha attirato più attenzione del suo talento".
Nel 2004, fu pubblicata una versione digitalmente colorata dell'originale Mughal-e-Azam, 35 anni dopo la sua morte. 

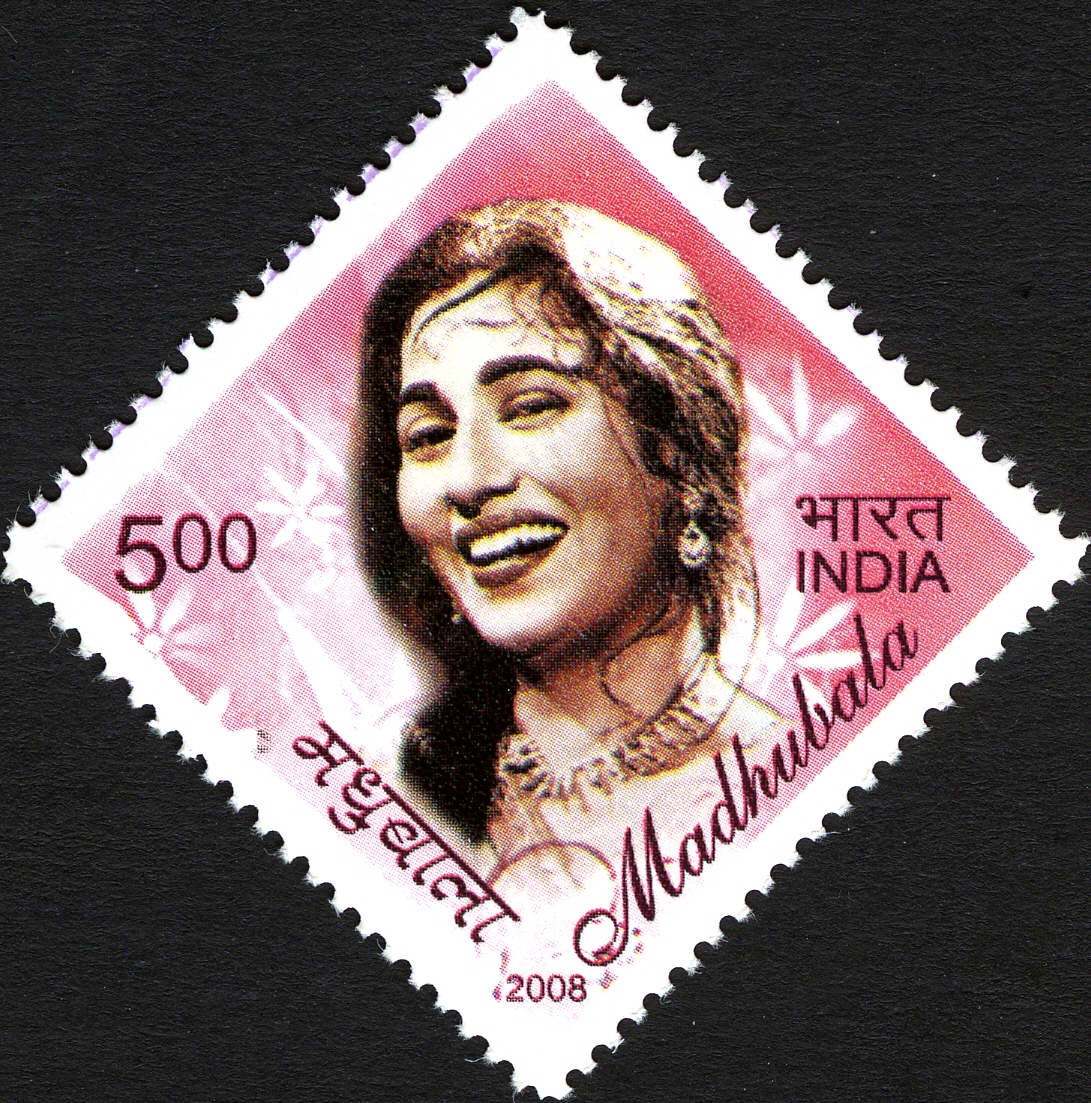
Madhubala sul 2008 francobollo dell'India

Il 18 marzo 2008 è stato emesso un francobollo commemorativo con Madhubala. Il francobollo è stato prodotto da India Post in un pacchetto in edizione limitata. È stato lanciato dagli attori veterani Nimmi e Manoj Kumar in una cerimonia alla quale hanno partecipato colleghi, amici e membri sopravvissuti della famiglia di Madhubala. L'unica altra attrice cinematografica indiana ad essere stata onorata in questo modo era stata Nargis Dutt, fino ad allora.
Nel 2012, anche il film Half Ticket del 1962 fu rimasterizzato, colorato in digitale e ridistribuito 50 anni dopo la sua uscita originale.
Il 10 agosto 2017, il centro di Madame Tussauds di Nuova Delhi ha svelato una statua di Madhubala ispirata al suo look nel film Mughal-E-Azam come omaggio a lei.
Nel 2018 il The New York Times pubblicato un necrologio tardivo per lei.

### Icona della moda e diva
Madhubala era conosciuta come trendsetter e creatrice di stili di moda iconici, seguita da molte celebrità, anche dopo la sua morte.

## Riconoscimenti
Nonostante Madhubala fosse un'attrice molto popolare, non ha mai ricevuto alcun premio, a differenza dei suoi contemporanei Meena Kumari, Nutan, Waheeda Rehman, Suraiya, Vyjanthimala e Nargis.
Madhubala è stata nominata per un Filmfare Award per la miglior attrice nel 1961 per la sua interpretazione in Mughal-e-Azam (1960). Tuttavia, il premio è stato vinto da Bina Rai per la sua performance in Ghunghat.

## Filmografia
- Swastik, regia di Mohan Sinha (1939)
- Basant, regia di Amiya Chakrabarty (1942)
- Mumtaz Mahal, regia di Kidar Nath Sharma (1944)
- Dhanna Bhagat, regia di Kidar Nath Sharma (1945)
- Rajputani, regia di Aspi Irani (1946)
- Pujari, regia di Aspi Irani (1946)
- Phoolwari, regia di Chaturbhuj Doshi (1946)
- Neel Kamal, regia di Kidar Nath Sharma (1947)
- Mere Bhagwan, regia di Mohan Sinha (1947)
- Khubsurat Duniya, regia di Mohan Sinha (1947)
- Dil-Ki-Rani (Sweet-Heart), regia di Mohan Sinha (1947)
- Chittor Vijay, regia di Mohan Sinha (1947)
- Parai Aag, regia di Najam Naqvi (1948)
- Lal Dupatta, regia di K. B. Lall (1948)
- Amar Prem, regia di N. M. Kelkar (1948)
- Singaar, regia di J. K. Nanda (1949)
- Sipahiya, regia di Aspi Irani (1949)
- Paras, regia di Anant Thakur (1949)
- Neki Aur Badi, regia di Kidar Nath Sharma (1949)
- Mahal, regia di Kamal Amrohi (1949)
- Janmapatri, regia di Ajit Khan, Madhubala e Pran Sikand (1949)
- Imtihaan, regia di Mohan Sinha (1949)
- Dulari, regia di Abdul Rashid Kardar (1949)
- Dawlat, regia di Sohrab Modi (1949)
- Apradhi, regia di Yeshwant Pethkar (1949)
- Pardes, regia di M. Sadiq (1950)
- Nishana, regia di Wajahat Mirza (1950)
- Nirala, regia di Devendra Mukherjee (1950)
- Madhubala, regia di Prahlad Dutt (1950)
- Hanste Aansoo, regia di K. B. Lall (1950)
- Beqasoor, regia di K. Amarnath (1950)
- Tarana, regia di Ram Daryani (1951)
- Saiyan, regia di M. Sadiq (1951)
- Nazneen, regia di N. K. Ziree (1951)
- Nadaan, regia di Hira Singh (1951)
- Khazana, regia di M. Sadiq (1951)
- Badal, regia di Amiya Chakrabarty (1951)
- Aaram, regia di D. D. Kashyap (1951)
- Saqi, regia di Harnam Singh Rawail (1952)
- Sangdil, regia di R. C. Talwar (1952)
- Armaan, regia di Fali Mistry (1953)
- Rail Ka Dibba, regia di Prem Narayan Arora (1953)
- Bahut Din Huwe..., regia di S. S. Vasan (1954)
- Amar, regia di Mehboob Khan (1954)
- Naqab, regia di Lekhraj Bhakri (1955)
- Teerandaz, regia di Harnam Singh Rawail (1955)
- Naata, regia di D. N. Madhok (1955)
- Mr. & Mrs. '55, regia di Guru Dutt (1955)
- Shirin Farhad, regia di Aspi Irani (1956)
- Raj Hath, regia di Sohrab Modi (1956)
- Dhake Ki Malmal, regia di J. K. Nanda (1956)
- Yahudi Ki Ladki, regia di S. D. Narang (1957)
- Gateway of India, regia di J. Om Prakash (1957)
- Ek Saal, regia di Devendra Goel (1957)
- Chalti Ka Naam Gaadi, regia di Satyen Bose (1958)
- Police, regia di Kalidas (1958)
- Phagun, regia di Bibhuti Mitra (1958)
- Kala Pani, regia di Raj Khosla (1958)
- Howrah Bridge, regia di Shakti Samanta (1958)
- Baghi Sipahi, regia di Bhagwan Das Varma (1958)
- Insaan Jaag Utha, regia di Shakti Samanta (1959)
- Kal Hamara Hai, regia di S. K. Prabhakar (1959)
- Do Ustad, regia di Tara Harish (1959)
- Mughal-E-Azam, regia di K. Asif (1960)
- Mehlon Ke Khwab, regia di Muhafiz Haider (1960)
- Jaali Note, regia di Shakti Samanta (1960)
- Barsaat Ki Raat, regia di P. L. Santoshi (1960)
- Passport, regia di Pramod Chakravorty (1961)
- Jhumroo, regia di Shankar Mukherjee (1961)
- Boy Friend, regia di Naresh Saigal (1961)
- Half Ticket, regia di Kalidas (1962)
- Sharabi, regia di Raj Rishi (1964)
- Jwala, regia di M. V. Raman (1971)

## Biopic
Nel luglio 2018, la sorella di Madhubala, Madhur Bhushan, ha annunciato di star pianificando di fare un film biografico su sua sorella. Non avrebbe diretto il film ma ha invitato altri cineasti a non pianificare alcun film biografico sullo stesso argomento. L'attrice Janhavi Kapoor ha espresso il suo desiderio di interpretare Madhubala. Tuttavia, il progetto è rimasto nelle fasi iniziali.
A novembre 2019, è stato riferito che il regista Imtiaz Ali ha in programma di realizzare un film biografico su Madhubala. È anche riuscito ad acquisire i diritti sulla vita dell'attrice dalla sua famiglia.